# Phil Spencer (manažer)
Phil Spencer (* 12. ledna 1968 Ridgefield, Washington) je americký manažer a výkonný ředitel Microsoft Gaming. Ve společnosti Microsoft působí od roku 1988, kdy začínal jako stážista, a postupně zastával různé technické i manažerské pozice. Od roku 2022 stojí v čele herní divize Microsoftu, pod niž spadají Xbox Game Studios, ZeniMax Media i Activision Blizzard.

## Kariéra
Spencer zahájil svou kariéru ve společnosti Microsoft jako stážista v roce 1988. Věnoval se vývoji prvních titulů na CD-ROM (např. Encarta) a pracoval jako vývojový manažer produktů Microsoft Money, Microsoft Works a Picture It!. Ve firemním prostředí byl známý jako vášnivý hráč, který v kanceláři hrával Ultima Online.
V roce 2001 se připojil k týmu Xbox a zastával funkci generálního manažera Microsoft Game Studios EMEA, kde spolupracoval se studii jako Rare nebo Lionhead Studios. V roce 2008 se stal generálním manažerem Microsoft Studios a v roce 2009 byl jmenován viceprezidentem tohoto oddělení.
V březnu 2014 oznámil Satya Nadella, že Spencer povede Xbox, Xbox Live, Groove Music, Movies & TV a Microsoft Studios v rámci divize Windows and Devices.
V roce 2017 postoupil do tzv. Senior Leadership Team (nejužší vedení Microsoftu) a získal titul výkonného viceprezidenta pro oblast her, přímo podřízeného Nadellovi.
V roce 2022, společně s oznámením akvizice Activision Blizzard, byl Spencer jmenován generálním ředitelem (CEO) nově vytvořené divize Microsoft Gaming.
Pod jeho vedením došlo k rozšíření zpětné kompatibility na konzolích Xbox, nákupu studií jako Mojang Studios nebo Bethesda Softworks, spuštění služby Xbox Game Pass, vývoji přístupného ovladače pro hráče s postižením, a důrazu na multiplatformní přístup včetně podpory PC hraní, cloudu (xCloud) i vydávání her na jiných platformách, např. Nintendo Switch.

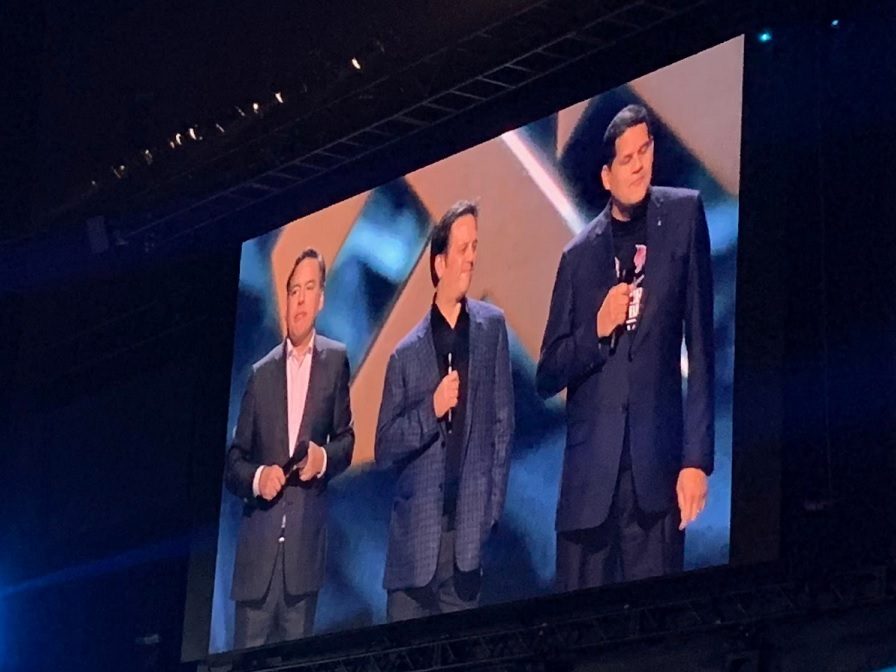
Shawn Layden, Phil Spencer a Reggie Fils-Aimé na udílení cen The Game Awards 2018

## Ocenění
- 2022 – D.I.C.E. Lifetime Achievement Award[9]
- 2023 – Andrew Yoon Legend Award (New York Game Awards)[10]

## Osobní život
Phil Spencer navštěvoval střední školu v Ridgefieldu a poté získal bakalářský titul v oboru technická a vědecká komunikace na University of Washington. Žije v oblasti Seattle se svou manželkou a dvěma dcerami.
Je členem správních rad organizací First Tee of Greater Seattle a Entertainment Software Association.